# Colli Orientali del Friuli Chardonnay superiore
Le Colli Orientali del Friuli Chardonnay superiore est un vin blanc italien de la région Frioul-Vénétie Julienne doté d'une appellation DOC depuis le 20 juillet 1970. Seuls ont droit à la DOC les vins blancs récoltés à l'intérieur de l'aire de production définie par le décret. Les vignobles autorisés se situent au nord - est de la province d'Udine dans les communes de Tarcento, Nimis, Faedis, Povoletto, Attimis, Torreano, San Pietro al Natisone, Prepotto, Premariacco, Buttrio, Manzano, San Giovanni al Natisone et Corno di Rosazzo.
Le Colli Orientali del Friuli Chardonnay superiore répond à un cahier des charges plus exigeant que le Colli Orientali del Friuli Chardonnay, essentiellement en relation avec le taux d’alcool. Voir aussi l’article et Colli Orientali del Friuli Chardonnay riserva.

## Caractéristiques organoleptiques
- couleur : jaune paille plus ou moins intense
- odeur : délicat, caractéristique
- saveur : sèche, plein, harmonique, légèrement aromatique

Le Colli Orientali del Friuli Chardonnay superiore se déguste à une température comprise entre 8 et 10 °C. Il se gardera 1 - 2 ans.

## Production
Province, saison, volume en hectolitres :
- pas de données disponibles